# Mark S. Brewer

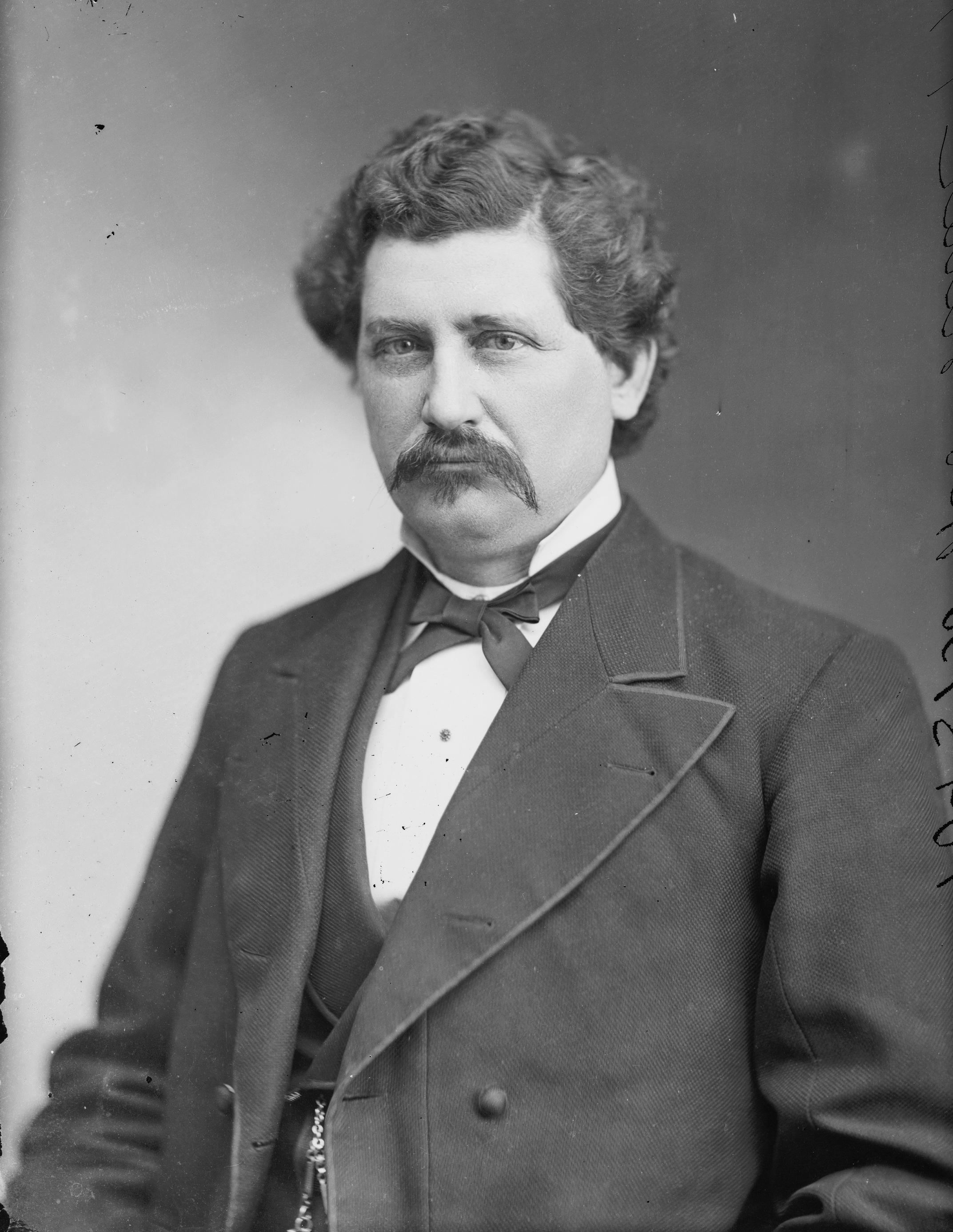
Mark S. Brewer

Mark Spencer Brewer (* 22. Oktober 1837 in Addison, Oakland County, Michigan; † 18. März 1901 in Washington, D.C.) war ein US-amerikanischer Politiker. Zwischen 1877 und 1891 vertrat er zweimal den Bundesstaat Michigan im US-Repräsentantenhaus.

## Werdegang
Mark Brewer besuchte die öffentlichen Schulen seiner Heimat. Nach einem anschließenden Jurastudium und seiner im Jahr 1864 erfolgten Zulassung als Rechtsanwalt begann er in Pontiac in seinem neuen Beruf zu arbeiten. In den Jahren 1866 und 1867 war er juristischer Vertreter dieser Gemeinde; von 1866 bis 1869 fungierte er als Gerichtsbeauftragter (Court Commissioner) im Oakland County.
Politisch war Brewer Mitglied der Republikanischen Partei. Von 1872 bis 1874 gehörte er dem Senat von Michigan an. Bei den Kongresswahlen des Jahres 1876 wurde er im sechsten Wahlbezirk seines Staates in das US-Repräsentantenhaus in Washington gewählt, wo er am 4. März 1877 die Nachfolge des Demokraten George H. Durand antrat. Nach einer Wiederwahl im Jahr 1878 konnte er bis zum 3. März 1881 zwei Legislaturperioden im Kongress absolvieren. In dieser Zeit endete die Reconstruction in den Staaten der vormaligen Konföderation.
Zwischen 1881 und 1885 war Brewer amerikanischer Konsul in Berlin. Bei den Wahlen des Jahres 1886 wurde er erneut im sechsten Distrikt von Michigan in den Kongress gewählt. Dort löste er am 4. März 1887 den Demokraten Edwin B. Winans ab. Nach einer Wiederwahl im Jahr 1888 konnte er bis zum 3. März 1891 zwei weitere Amtszeiten im US-Repräsentantenhaus verbringen. 1890 verzichtete Brewer auf eine erneute Kongresskandidatur. In den folgenden Jahren arbeitete er wieder als Anwalt. 1896 war er Delegierter zur Republican National Convention in St. Louis, auf der William McKinley als Präsidentschaftskandidat nominiert wurde. Von 1898 bis zu seinem Tod gehörte Brewer der Civil Service Commission, der Kommission für den öffentlichen Dienst, an. Mark Brewer starb am 18. März 1901 in der Bundeshauptstadt Washington und wurde in Pontiac beigesetzt.